# Nana Yuriko

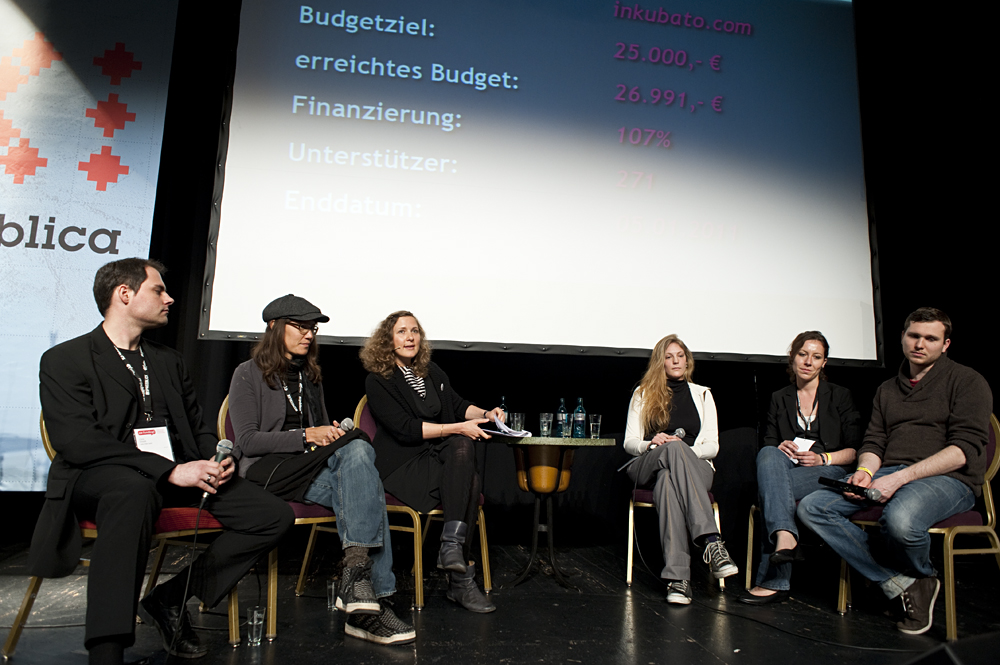
Nana Yuriko (zweite von links) bei einem Workshop der re:publica 2011

Nana Yuriko (* 24. Juli 1973 in München; † 20. November 2014) war eine deutsch-japanische Dokumentarfilmerin, Kamerafrau und Filmproduzentin.

## Leben
Yuriko wurde 1973 in München geboren. Sie verbrachte ihre Jugend in Malaysia, Thailand und Japan. 1994 zog sie nach Deutschland und ließ sich in Berlin nieder. Zunächst war sie als Grafikdesignerin für einige Musiklabel tätig. Seit dem Jahr 1999 war sie als Filmschaffende tätig und produzierte verschiedene Dokumentationen, Kurzfilme und Musikvideos für Fernsehsender wie Arte, ARD und MTV. Als Kamerafrau war sie unter anderem an der Entstehung von Ralf Schmerbergs Dokumentarfilm Problema beteiligt.
Beim Sónar 2000 in Barcelona organisierte sie mit represent!Berlin eine Schau zur Berliner Clubkultur.
Gemeinsam mit Britta Mischer gründete sie 2009 die gemeinnützige Organisation Global Eyes e.V., die mit Film- und Medien-Workshops junge Menschen in Ländern wie Haiti, Brasilien und Südafrika an die Filmkunst heranführten. Aus dem Verein ging später die Online-Plattform Global Eyes TV hervor.
Yuriko sowie Britta Mischer, Peppa Meissner und Alexander Schmalz gründeten im Jahr 2011 die Produktionsfirma 25films, mit der sie den Dokumentarfilm Bar25 – Tage außerhalb der Zeit über die Berliner Bar 25 produzierten. Yuriko und Mischer zeichneten auch für die Regie des Films verantwortlich. Der über Crowdfunding finanzierte Film kam im Mai 2012 in die Kinos.
Yuriko starb im November 2014 im Alter von 41 Jahren. Sie hinterließ ihren Mann und zwei Kinder.

## Filmografie (Auswahl)
- 2003: Confessions of a Burning Man (Dokumentarfilm)
- 2004: Behind Poem (Dokumentarfilm)
- 2010: Problema (Dokumentarfilm)
- 2012: Bar25 – Tage außerhalb der Zeit (Dokumentarfilm)

## Auszeichnungen und Preise (Auswahl)
- 2009: Deutscher Lokaler Nachhaltigkeitspreis ZeitzeicheN in der Kategorie Jugendideen für Global Eyes TV[3]
- 2011: Die Verantwortlichen der Robert-Bosch-Stiftung für ihre Arbeit bei RESET gemeinnützige Stiftungs-GmbH[4]